# Kazuo Misaki
Kazuo Misaki (jap. 三崎和雄  Misaki Kazuo; ur. 25 kwietnia 1976 w Chibie) – japoński zawodnik mieszanych sztuk walki (MMA). W swojej karierze MMA występował m.in. dla organizacji Pancrase, DEEP, PRIDE, Strikeforce oraz World Victory Road. Tryumfator turnieju Pancrase – 2001 Neo-Blood Tournament z 2001 roku oraz zwycięzca turnieju PRIDE 2006 Grand Prix w wadze półśredniej z 2006 roku.

## Kariera MMA
Misaki rozpoczął zawodową karierę MMA w 2001 roku. W swojej drugiej zawodowej walce wystartował w turnieju Pancrase – 2001 Neo-Blood Tournament, w którym tryumfował, pokonując dwóch swoich rodaków i w finale Hirokiego Nagaokę. W latach 2001–2004 walczył dla organizacji Pancrase, uzyskując bilans 11 zwycięstw, 3 porażek i 2 remisów (przegrał m.in. z Nate’em Marquardtem i Chrisem Lytle’em oraz zremisował z Jakiem Shieldsem). Z Marquardtem ponownie walczył w 2004 roku, ale tym razem o tytuł króla Pancrase w wadze średniej na gali Pancrase – Brave 10. Misaki ostatecznie przegrał pojedynek z Marquardtem o tytuł przez jednogłośną decyzję sędziowską.

### PRIDE FC
W 2004 roku związał się z czołową japońską organizacją MMA – Pride Fighting Championships. Zadebiutował w niej 23 maja 2004 roku na gali PRIDE – Bushido 3, gdy pokonał Brazylijczyka Jorge Patino przez jednogłośną decyzję sędziowską. Drugi pojedynek stoczył 17 lipca 2005 roku na PRIDE – Bushido 8, a jego rywalem był pochodzący z Brazylii Daniel Acacio. Po dwóch rundach sędziowie jednomyślnie orzekli zwycięstwo Brazylijczyka. Swoją trzecią walkę w PRIDE stoczył 2 kwietnia 2006 roku na PRIDE Bushido 10 przeciwko zapaśnikowi, zwycięzcy turnieju UFC 17 oraz Rings King of Kings 1999 – Danowi Hendersonowi. Po dwóch rundach, w których wyraźną przewagę osiągnął Henderson sędziowie orzekli jednogłośnie jego zwycięstwo. Jeszcze w tym samym roku Misaki wystartował w turnieju PRIDE 2006 Grand Prix w wadze półśredniej. W rundzie otwierającej turniej na gali PRIDE Bushido 11 pokonał Amerykanina Phila Baroniego przez jednogłośną decyzję sędziowską. W ćwierćfinale na PRIDE Bushido 12 stanął ponownie naprzeciw Dana Hendersona, z którym jeszcze w tym samym roku przegrał. Tym razem Japończyk był górą i po dwóch rundach pokonał Amerykanina na punkty. W półfinale na gali PRIDE Bushido 13 Misaki spotkał się z ekspertem bjj, Paulo Filho. Pod koniec pierwszej rundy Brazylijczyk udanie założył dźwignię prostą na staw łokciowy i zmusił tym Misakiego do poddania się. Po tej porażce Misaki odpadł z turnieju. Filho w czasie tej walki doznał kontuzji kolana, co uniemożliwiło mu wystąpienie w finałowej walce. Zastąpił go Misaki, który w finale pokonał Kanadyjczyka Denisa Kanga przez niejednogłośną decyzję sędziowską i tym samym został zwycięzcą całego turnieju PRIDE 2006 Grand Prix w wadze półśredniej.
24 lutego 2007 roku przegrał pojedynek z Amerykaninem Frankiem Triggiem przez decyzję sędziów na gali PRIDE 33, która odbyła się w Nevadzie. Jeszcze w tym samym roku wystąpił na sylwestrowej gali Yarennoka!. Jego przeciwnikiem był Yoshihiro Akiyama. Pojedynek został uznany za no-contest z powodu nieprzepisowego kopnięcia Misakiego w głowę Akiyamy (kopnięcia w głowę były zabronione jeśli rywal miał trzy punkty podparcia – stopy oraz przynajmniej jedną dłoń na ziemi, co w tym przypadku miało miejsce).

### World Victory Road
Po rozwiązaniu PRIDE Misaki został wolnym agentem. W 2008 roku związał się z japońską organizacją World Victory Road, która została założona przez część byłych pracowników PRIDE, którzy zostali zwolnieni po wykupieniu przez ZUFFA wszystkich aktywów PRIDE. Na inauguracyjnej gali World Victory Road Presents: Sengoku 1, która odbyła się 5 marca 2008 roku, Misaki pokonał pochodzącego z Afganistanu Siyara Bahadurzadę przez duszenie gilotynowe. Drugie zwycięstwo w WVR zanotował trzy miesiące później na World Victory Road Presents: Sengoku 3, pokonując Amerykanina Logana Clarka przez decyzję sędziów.
20 września 2009 roku stoczył pojedynek w Stanach Zjednoczonych na gali Strikeforce: At The Mansion II. Przeciwnikiem Misakiego był Joe Riggs. W połowie drugiej rundy Misaki celnymi ciosami znokautował Amerykanina.
Po zwycięstwie w Stanach Misaki wrócił do Japonii, by stoczyć pojedynek o pas mistrzowski WVR: Sengoku w wadze średniej z Brazylijczykiem Jorge Santiago. W połowie piątej rundy Santiago zaszedł za plecy Misakiego, zakładając mu duszenie. W czasie duszenia Misaki nie okazywał chęci poddania się, przez co stracił przytomność i sędzia musiał przerwać pojedynek. Tym samym przez techniczne poddanie wygrał Santiago. Po tej porażce Japończyk stoczył wygrany pojedynek z rodakiem Kazuhiro Nakamurą na World Victory Road Presents: Sengoku 9. Sędzia przerwał pojedynek z powodu utraty przytomności przez Nakamurę w czasie duszenia gilotynowego.
W 2009 roku na sylwestrowej gali Dynamite!! 2009, organizowanej wspólnie przez WVR i FEG, przegrał przez TKO z Holendrem Melvinem Manhoefem w pierwszej rundzie. 22 sierpnia 2010 roku ponownie stoczył pojedynek o mistrzostwo Sengoku w wadze średniej z Jorge Santiago. Pod koniec piątej rundy, na skutek wycieczenia i obrażeń, Misaki został poddany przez własny narożnik. Po tej walce strona internetowa Sherdog.com oraz program telewizyjny Inside MMA ogłosiły pojedynek Misaki vs Santiago walką roku. 30 grudnia 2011 roku pokonał przez techniczny nokaut Meksykanina Mike’a Seala na World Victory Road Presents: Soul of Fight.
22 kwietnia 2011 roku, na gali DEEP 53 Impact pokonał przez TKO wracającego po czterech latach przerwy w startach Akirę Shojiego. 3 marca 2012 roku zwyciężył na punkty Brytyjczyka Paula Daleya na Strikeforce: Tate vs Rousey. To tej walce zapowiedział, że to była prawdopodobnie jego ostatnia zawodowa walka. Stoczył jeszcze w grudniu pokazowy pojedynek w Tokio, po czym oficjalnie ogłosił zakończenie kariery MMA.

## Osiągnięcia
Mieszane sztuki walki:
- 2006: PRIDE 2006: Grand Prix w wadze półśredniej – 1. miejsce
- 2001: Pancrase 2001 Neo-Blood Tournament – 1. miejsce